# TEPPEN (曲)
「TEPPEN」（テッペン）は、日本の男性アイドルグループ、NEWSの4枚目のシングル。

## 概要
初回生産限定盤と通常盤ではジャケットデザイン・収録曲が異なる。8人体制での最後のシングル。また、内博貴と草野博紀がNEWSとしてCDを出したのも最後である。
カップリングに収録されている「NANDE×2 DAME」と「Fiesta」（通常盤のみ収録）の2曲に関しては内は不参加となっている。なお、本作が発売される時点では彼による例の不祥事が起きる数日前でまだ芸能活動無期限謹慎処分には至っていないが、レコーディングの段階で内を除いたメンバー7人で収録しており、NEWSとしては唯一の7人体制でリリースした曲となる。

## チャート成績
発売初週に18.0万枚を売り上げメジャーデビューシングル「希望〜Yell〜」以来、オリコンチャートで4作連続の初登場1位を獲得。この記録は1989年の男闘呼組に並ぶものである。

## 収録曲

### 通常盤
1. TEPPEN
作詞・作曲：日比野裕史、編曲：ha-j, 吉岡たく
  - フジテレビ系『バレーボール・ワールドグランプリ2005』イメージソング

2ndアルバム「pacific」には6人バージョンが収録された。
2. 夢の数だけ愛が生まれる
作詞：zopp、作曲：Larry Forsberg, Sven-lnge Sjoberg, Lennart Wastesson、編曲：安部潤
  - 1stアルバム「touch」収録曲のオリジナルバージョン
  - フジテレビ系『バレーボール・ワールドグランプリ2005』エンディングテーマ

作詞家のzoppは、ボストン滞在中に経験した、アメリカ同時多発テロ事件に構想を得て詞を書いており、平和についての思いを伝える内容になっている。作詞には非常に苦労したといい、約半年間かけての完成となった[2][3]。
3. NANDE×2 DAME
作詞・作曲：Shusui, Rui, Stefan Aberg、編曲：中西亮輔、Rap：Lowarth
4. Fiesta
作詞・作曲：井手コウジ、編曲：鈴木雅也

### 初回生産限定盤
1. TEPPEN
2. 夢の数だけ愛が生まれる
3. NANDE×2 DAME
4. TEPPEN（オリジナルカラオケ）

## 映像作品
TEPPEN
- Never Ending Wonderful Story
  - 6人体制 初披露
- NEWS CONCERT TOUR pacific 2007 2008 -THE FIRST TOKYO DOME CONCERT
- NEWS LIVE DIAMOND
- NEWS DOME PARTY 2010 LIVE! LIVE! LIVE! DVD!
- NEWS LIVE TOUR 2012 〜美しい恋にするよ〜
  - 4人体制 初披露
- NEWS 10th Anniversary in Tokyo Dome
- NEWS LIVE TOUR 2016 QUARTETTO
- NEWS DOME TOUR 2018-2019 EPCOTIA -ENCORE-
- NEWS 20th Anniversary LIVE 2023 in TOKYO DOME BEST HIT PARADE!!! 〜シングル全部やっちゃいます〜
  - 3人体制 初披露

NANDE×2 DAME
- NEWS CONCERT TOUR pacific 2007 2008 -THE FIRST TOKYO DOME CONCERT

Fiesta
- Never Ending Wonderful Story
  - 6人体制 初披露
- NEWS CONCERT TOUR pacific 2007 2008 -THE FIRST TOKYO DOME CONCERT
- NEWS LIVE DIAMOND